# Eresus granosus
Eresus granosus is een spinnensoort uit de familie van de fluweelspinnen (Eresidae).
De wetenschappelijke naam van de soort werd in 1895 gepubliceerd door Eugène Simon.